# Temporada 1991-92 de los Chicago Bulls
La temporada 1991-92 fue la vigesimosexta de los Chicago Bulls en la NBA. La temporada regular acabaron con 67 victorias y 15 derrotas, ocupando la primera posición de la Conferencia Este, clasificándose para los playoffs, en los que acabarían resultando campeones por segundo año consecutivo, tras derrotar en las Finales a los Portland Trail Blazers.
Michael Jordan capturó su segundo premio consecutivo al Jugador Más Valioso del Año, y sexto título anotador consecutivo, promediando 30,1 puntos, 6,4 rebotes, 6,1 asistencias y 2,3 robos por partido, mientras era nombrado al primer equipo All-NBA. Además, Scottie Pippen promedió 21,0 puntos, 7,7 rebotes, 7,0 asistencias y 1,9 robos por partido, y fue seleccionado para el Segundo Equipo All-NBA, mientras que Horace Grant aportó al equipo 14,2 puntos, 10,0 rebotes y 1,6 tapones por partido, y B. J. Armstrong aportó 9,9 puntos y 3,2 asistencias por partido desde el banquillo. Jordan y Pippen fueron nombrados para el primer equipo defensivo de la NBA y seleccionados para el All-Star Game de la NBA 1992, con Phil Jackson entrenando la Conferencia Este. Pippen también terminó en noveno lugar en la votación de Jugador Más Valioso, y Jordan y Pippen terminaron empatados en el tercer lugar en la votación de Jugador Defensivo del Año. Jackson terminó en tercer lugar en la votación de Entrenador del Año,  y el especialista en triples Craig Hodges ganó el Concurso de Triples de la NBA por tercer año consecutivo durante el fin de semana All-Star en Orlando. 
En la Primera Ronda de los playoffs de la Conferencia Este, los Bulls barrieron a Miami Heat en tres partidos consecutivos después de que Jordan anotara 56 puntos en una victoria como visitante por 119-114 en el tercero. En las semifinales de la Conferencia Este, se enfrentaron a los New York Knicks, liderados por Patrick Ewing y entrenados por Pat Riley. Los Bulls perderían el partido 1 en casa, 94–89, pero lograron ganar los dos partidos siguientes y luego tomaron una ventaja de 3-2 en la serie hasta que los Knicks ganaron el Juego 6 en casa, 100–86. Los Bulls ganaron el séptimo partido en casa, 110–81 para ganar la serie en siete enfrentamientos. A medida que avanzaban a las Finales de la Conferencia Este, se enfrentaron a los Cleveland Cavaliers, tercer cabeza de serie. A pesar de una derrota en casa por 26 puntos en el segundo partido, 107–81, los Bulls ganarían la serie en seis partidos,  y harían su segundo viaje consecutivo a Los finales.
En las Finales de la NBA de 1992, vencieron a Clyde Drexler y a los Portland Trail Blazers cuatro partidos a dos para ganar su segundo campeonato consecutivo, y el segundo de tres consecutivos.   Después de la temporada, Hodges y Hansen fueron liberados a la agencia libre. 

## Elecciones en elDraft
| Ronda | Puesto | Jugador      | Posición | Nacionalidad   | Universidad/Club |
| ----- | ------ | ------------ | -------- | -------------- | ---------------- |
| 1     | 26     | Mark Randall | PF       | Estados Unidos | Kansas           |

## Temporada regular
| División Central      | División Central | División Central | División Central | División Central | División Central | División Central | División Central | División Central |
| Equipo                | G                | P                | %                | PD               | Casa             | Fuera            | Div              |                  |
| --------------------- | ---------------- | ---------------- | ---------------- | ---------------- | ---------------- | ---------------- | ---------------- | ---------------- |
| y-Chicago Bulls       | 67               | 15               | .817             | —                | 36–5             | 31–10            | 22–6             |                  |
| x-Cleveland Cavaliers | 57               | 25               | .695             | 10               | 35–6             | 22–19            | 21–7             |                  |
| x-Detroit Pistons     | 48               | 34               | .585             | 19               | 25–16            | 23–18            | 15–13            |                  |
| x-Indiana Pacers      | 40               | 42               | .488             | 27               | 26–15            | 14–27            | 13–15            |                  |
| Atlanta Hawks         | 38               | 44               | .463             | 29               | 23–18            | 15–26            | 7–21             |                  |
| Milwaukee Bucks       | 31               | 51               | .378             | 36               | 25–16            | 6–35             | 10–18            |                  |
| Charlotte Hornets     | 31               | 51               | .378             | 36               | 22–19            | 9–32             | 10–18            |                  |

## Playoffs

### Primera ronda
Chicago Bulls  vs. Miami Heat
| Fecha       | Partido                           | Ciudad  |
| ----------- | --------------------------------- | ------- |
| 24 de abril | Chicago Bulls 113, Miami Heat 94  | Chicago |
| 26 de abril | Chicago Bulls 120, Miami Heat 90  | Chicago |
| 29 de abril | Miami Heat 114, Chicago Bulls 119 | Miami   |
|             | Chicago Bulls gana las series 3-0 |         |

### Semifinales de Conferencia
Chicago Bulls vs. New York Knicks
| Fecha      | Partido                               | Ciudad     |
| ---------- | ------------------------------------- | ---------- |
| 5 de mayo  | Chicago Bulls 89, New York Knicks 94  | Chicago    |
| 7 de mayo  | Chicago Bulls 86, New York Knicks 78  | Chicago    |
| 9 de mayo  | New York Knicks 86, Chicago Bulls 94  | Nueva York |
| 10 de mayo | New York Knicks 93, Chicago Bulls 86  | Nueva York |
| 12 de mayo | Chicago Bulls 96, New York Knicks 88  | Chicago    |
| 14 de mayo | New York Knicks 100, Chicago Bulls 86 | Nueva York |
| 17 de mayo | Chicago Bulls 110, New York Knicks 81 | Chicago    |
|            | Chicago Bulls gana las series 4-3     |            |

### Finales de Conferencia
Chicago Bulls  vs. Cleveland Cavaliers
| Fecha      | Partido                                   | Ciudad    |
| ---------- | ----------------------------------------- | --------- |
| 19 de mayo | Chicago Bulls 103, Cleveland Cavaliers 89 | Chicago   |
| 21 de mayo | Chicago Bulls 81, Cleveland Cavaliers 107 | Chicago   |
| 23 de mayo | Cleveland Cavaliers 93, Chicago Bulls 105 | Cleveland |
| 25 de mayo | Cleveland Cavaliers 99, Chicago Bulls 85  | Cleveland |
| 27 de mayo | Chicago Bulls 112, Cleveland Cavaliers 89 | Chicago   |
| 29 de mayo | Cleveland Cavaliers 94, Chicago Bulls 99  | Cleveland |
|            | Chicago Bulls gana las series 4-2         |           |

### Finales de la NBA
Chicago Bulls vs. Portland Trail Blazers
| Fecha       | Partido                                       | Ciudad   |
| ----------- | --------------------------------------------- | -------- |
| 3 de junio  | Chicago Bulls 122, Portland Trail Blazers 89  | Chicago  |
| 5 de junio  | Chicago Bulls 104, Portland Trail Blazers 115 | Chicago  |
| 7 de junio  | Portland Trail Blazers 84, Chicago Bulls 94   | Portland |
| 10 de junio | Portland Trail Blazers 93, Chicago Bulls 88   | Portland |
| 12 de junio | Portland Trail Blazers 106, Chicago Bulls 119 | Portland |
| 14 de junio | Chicago Bulls 97, Portland Trail Blazers 92   | Chicago  |
|             | Chicago Bulls gana las finales 4-2            |          |

## Estadísticas

### Temporada regular
| Rk | Jugador          | Edad | P  | PT | MP   | TC   | TCI  | %TC  | T3  | T3I | %T3  | TL  | TLI | %TL  | RO  | RD  | RT   | AS  | RB  | TAP | BP  | FP  | PTS  |
| -- | ---------------- | ---- | -- | -- | ---- | ---- | ---- | ---- | --- | --- | ---- | --- | --- | ---- | --- | --- | ---- | --- | --- | --- | --- | --- | ---- |
| 1  | Michael Jordan   | 28   | 80 | 80 | 38.8 | 11.8 | 22.7 | .519 | 0.3 | 1.3 | .270 | 6.1 | 7.4 | .832 | 1.1 | 5.3 | 6.4  | 6.1 | 2.3 | 0.9 | 2.5 | 2.5 | 30.1 |
| 2  | Scottie Pippen   | 26   | 82 | 82 | 38.6 | 8.4  | 16.6 | .506 | 0.2 | 1.0 | .200 | 4.0 | 5.3 | .760 | 2.3 | 5.4 | 7.7  | 7.0 | 1.9 | 1.1 | 3.1 | 3.0 | 21.0 |
| 3  | Horace Grant     | 26   | 81 | 81 | 35.3 | 5.6  | 9.8  | .578 | 0.0 | 0.0 | .000 | 2.9 | 3.9 | .741 | 4.2 | 5.7 | 10.0 | 2.7 | 1.2 | 1.6 | 1.2 | 2.4 | 14.2 |
| 4  | John Paxson      | 31   | 79 | 79 | 24.6 | 3.3  | 6.2  | .528 | 0.2 | 0.6 | .273 | 0.4 | 0.5 | .784 | 0.3 | 0.9 | 1.2  | 3.1 | 0.6 | 0.1 | 0.6 | 1.8 | 7.0  |
| 5  | Bill Cartwright  | 34   | 64 | 64 | 23.0 | 3.3  | 7.0  | .467 | 0.0 | 0.0 |      | 1.5 | 2.5 | .604 | 1.5 | 3.6 | 5.1  | 1.4 | 0.3 | 0.2 | 1.2 | 2.0 | 8.0  |
| 6  | B.J. Armstrong   | 24   | 82 | 3  | 22.9 | 4.1  | 8.5  | .481 | 0.4 | 1.1 | .402 | 1.3 | 1.6 | .806 | 0.2 | 1.5 | 1.8  | 3.2 | 0.6 | 0.1 | 1.1 | 1.1 | 9.9  |
| 7  | Stacey King      | 25   | 79 | 12 | 16.1 | 2.7  | 5.4  | .506 | 0.0 | 0.1 | .400 | 1.5 | 2.0 | .753 | 1.1 | 1.5 | 2.6  | 1.0 | 0.3 | 0.3 | 1.0 | 1.6 | 7.0  |
| 8  | Will Perdue      | 26   | 77 | 7  | 13.1 | 2.0  | 3.6  | .547 | 0.0 | 0.0 | .500 | 0.6 | 1.2 | .495 | 1.4 | 2.6 | 4.1  | 1.0 | 0.2 | 0.6 | 0.9 | 1.7 | 4.5  |
| 9  | Cliff Levingston | 31   | 79 | 0  | 12.9 | 1.6  | 3.2  | .498 | 0.0 | 0.1 | .167 | 0.8 | 1.2 | .625 | 1.4 | 1.5 | 2.9  | 0.8 | 0.3 | 0.6 | 0.5 | 1.7 | 3.9  |
| 10 | Bob Hansen       | 31   | 66 | 0  | 11.7 | 1.1  | 2.6  | .444 | 0.1 | 0.4 | .280 | 0.1 | 0.3 | .364 | 0.2 | 0.9 | 1.1  | 1.0 | 0.4 | 0.0 | 0.4 | 1.9 | 2.5  |
| 11 | Scott Williams   | 23   | 63 | 0  | 11.0 | 1.3  | 2.7  | .483 | 0.0 | 0.0 | .000 | 0.8 | 1.2 | .649 | 1.4 | 2.5 | 3.9  | 0.8 | 0.2 | 0.6 | 0.6 | 1.9 | 3.4  |
| 12 | Craig Hodges     | 31   | 56 | 2  | 9.9  | 1.7  | 4.3  | .384 | 0.6 | 1.7 | .375 | 0.3 | 0.3 | .941 | 0.1 | 0.3 | 0.4  | 1.0 | 0.3 | 0.0 | 0.4 | 0.6 | 4.3  |
| 13 | Dennis Hopson    | 26   | 2  | 0  | 5.0  | 0.5  | 1.0  | .500 | 0.0 | 0.0 |      | 0.0 | 0.0 |      | 0.0 | 0.0 | 0.0  | 0.0 | 0.5 | 0.0 | 0.0 | 1.0 | 1.0  |
| 14 | Mark Randall     | 24   | 15 | 0  | 4.5  | 0.7  | 1.5  | .455 | 0.0 | 0.1 | .000 | 0.4 | 0.5 | .750 | 0.3 | 0.3 | 0.6  | 0.5 | 0.0 | 0.0 | 0.4 | 0.5 | 1.7  |
| 15 | Rory Sparrow     | 33   | 4  | 0  | 4.5  | 0.3  | 2.0  | .125 | 0.3 | 0.5 | .500 | 0.0 | 0.0 |      | 0.0 | 0.3 | 0.3  | 1.0 | 0.0 | 0.0 | 0.5 | 0.5 | 0.8  |
| 16 | Chuck Nevitt     | 32   | 4  | 0  | 2.3  | 0.3  | 0.8  | .333 | 0.0 | 0.0 |      | 0.0 | 0.0 |      | 0.0 | 0.3 | 0.3  | 0.3 | 0.0 | 0.0 | 0.8 | 0.5 | 0.5  |

### Playoffs
| Rk | Jugador          | Edad | P  | PT | MP   | TC   | TCI  | %TC  | T3  | T3I | %T3   | TL  | TLI | %TL  | RO  | RD  | RT  | AS  | RB  | TAP | BP  | FP  | PTS  |
| -- | ---------------- | ---- | -- | -- | ---- | ---- | ---- | ---- | --- | --- | ----- | --- | --- | ---- | --- | --- | --- | --- | --- | --- | --- | --- | ---- |
| 1  | Michael Jordan   | 28   | 22 | 22 | 41.8 | 13.2 | 26.4 | .499 | 0.8 | 2.0 | .386  | 7.4 | 8.6 | .857 | 1.7 | 4.5 | 6.2 | 5.8 | 2.0 | 0.7 | 3.7 | 2.8 | 34.5 |
| 2  | Scottie Pippen   | 26   | 22 | 22 | 40.9 | 6.9  | 14.8 | .468 | 0.3 | 1.1 | .250  | 5.4 | 7.0 | .761 | 2.7 | 6.1 | 8.8 | 6.7 | 1.9 | 1.1 | 3.2 | 3.3 | 19.5 |
| 3  | Horace Grant     | 26   | 22 | 22 | 38.9 | 4.5  | 8.3  | .541 | 0.0 | 0.1 | .000  | 2.3 | 3.5 | .671 | 3.5 | 5.4 | 8.8 | 3.0 | 1.1 | 1.8 | 1.0 | 3.1 | 11.3 |
| 4  | Bill Cartwright  | 34   | 22 | 22 | 27.8 | 2.5  | 5.3  | .474 | 0.0 | 0.0 |       | 0.6 | 1.4 | .419 | 1.3 | 3.1 | 4.5 | 1.7 | 0.5 | 0.2 | 1.2 | 3.2 | 5.6  |
| 5  | John Paxson      | 31   | 22 | 22 | 27.2 | 3.3  | 6.3  | .525 | 0.5 | 1.2 | .444  | 0.7 | 0.9 | .842 | 0.0 | 1.0 | 1.0 | 2.8 | 0.6 | 0.0 | 0.6 | 2.4 | 7.9  |
| 6  | B.J. Armstrong   | 24   | 22 | 0  | 19.7 | 2.9  | 6.3  | .453 | 0.2 | 0.8 | .294  | 1.4 | 1.7 | .789 | 0.1 | 1.0 | 1.1 | 2.1 | 0.6 | 0.0 | 0.8 | 1.5 | 7.3  |
| 7  | Scott Williams   | 23   | 22 | 0  | 14.6 | 1.5  | 3.2  | .486 | 0.0 | 0.0 | .000  | 0.9 | 1.3 | .714 | 1.5 | 2.8 | 4.3 | 0.3 | 0.3 | 0.8 | 0.7 | 3.0 | 4.0  |
| 8  | Cliff Levingston | 31   | 22 | 0  | 8.7  | 1.1  | 2.6  | .439 | 0.0 | 0.0 | .000  | 0.6 | 1.3 | .500 | 0.8 | 1.1 | 1.9 | 0.4 | 0.2 | 0.3 | 0.5 | 1.4 | 2.9  |
| 9  | Will Perdue      | 26   | 18 | 0  | 8.7  | 1.0  | 2.1  | .486 | 0.0 | 0.1 | .000  | 0.5 | 1.1 | .450 | 1.0 | 1.2 | 2.2 | 0.5 | 0.2 | 0.6 | 0.7 | 1.9 | 2.5  |
| 10 | Craig Hodges     | 31   | 17 | 0  | 8.1  | 0.9  | 2.4  | .390 | 0.5 | 1.2 | .450  | 0.1 | 0.1 | .500 | 0.2 | 0.1 | 0.2 | 0.3 | 0.3 | 0.0 | 0.5 | 0.6 | 2.5  |
| 11 | Stacey King      | 25   | 14 | 0  | 7.9  | 1.3  | 2.9  | .450 | 0.1 | 0.1 | 1.000 | 1.1 | 1.6 | .652 | 0.5 | 0.9 | 1.4 | 0.4 | 0.4 | 0.1 | 0.7 | 0.9 | 3.8  |
| 12 | Bob Hansen       | 31   | 9  | 0  | 7.7  | 1.0  | 2.4  | .409 | 0.3 | 0.7 | .500  | 0.1 | 0.3 | .333 | 0.4 | 0.6 | 1.0 | 1.1 | 0.1 | 0.0 | 0.2 | 1.1 | 2.4  |

## Galardones y récords
| Jugador        | Galardón |
| Michael Jordan | MVP de la NBA MVP de las Finales de la NBA Mejor quinteto de la NBA Mejor quinteto defensivo de la NBA All-Star Atleta del Año de Associated Press |
| Scottie Pippen | 2.º Mejor quinteto de la NBA Mejor quinteto defensivo de la NBA All-Star                                                                           |

### Impacto de las finales de la Copa Stanley
Los Chicago Blackhawks estuvieron en las finales de la Copa Stanley al mismo tiempo que los Bulls ganaron el campeonato de la NBA, pero fueron barridos por los campeones defensores, los Pittsburgh Penguins, (no sería hasta 2010 cuando los Blackhawks ganaron su primera Copa Stanley desde 1961, cuando vencieron a los Philadelphia Flyers, rivales estatales de los Penguins, ganando en Filadelfia). Este fue el único año en el que tanto los Bulls como los Blackhawks llegaron a la final de sus respectivas ligas. Sin embargo, el entrenador de los Blackhawks, Mike Keenan, volvería a ver una serie final simultánea de baloncesto y hockey en la misma ciudad cuando dirigió a los New York Rangers a su primera Copa Stanley en 54 años, dos años después.